# Nesticella sogi
Nesticella sogi is een spinnensoort in de taxonomische indeling van de holenspinnen (Nesticidae).
Het dier behoort tot het geslacht Nesticella. De wetenschappelijke naam van de soort werd voor het eerst geldig gepubliceerd in 1980 door Pekka T. Lehtinen & Michael Ilmari Saaristo.